# Phaeomyias murina
Phaeomyias murina là một loài chim trong họ Tyrannidae.